# 199-я танковая бригада
 199-я отдельная танковая бригада  — танковая бригада Красной армии в годы Великой Отечественной войны.
Сокращённое наименование — 199 отбр.

## Боевой и численный состав
Бригада сформирована по штатам №№ 010/345-010/352 от 15.02.1942 г.:
- Управление бригады [штат № 010/345]
- 1-й отд. танковый батальон [штат № 010/346]
- 2-й отд. танковый батальон [штат № 010/346]
- Мотострелково-пулеметный батальон [штат № 010/347]
- Противотанковая батарея [штат № 010/348]
- Зенитная батарея [штат № 010/349]
- Рота управления [штат № 010/350]
- Рота технического обеспечения [штат № 010/351]
- Медико-санитарный взвод [штат № 010/352]

## Подчинение
Периоды вхождения в состав Действующей армии:
Периоды вхождения в состав Действующей армии:
- с 15.04.1942 по 24.06.1942 года.

| Дата            | Фронт (округ)            | Армия     | Корпус               | Дивизия | Бригада | Примечания |
| --------------- | ------------------------ | --------- | -------------------- | ------- | ------- | ---------- |
| 01.03.1942 года | Московский военный округ |           |                      |         |         |            |
| 01.04.1942 года | Московский военный округ |           |                      |         |         |            |
| 01.05.1942 года | Юго-Западный фронт       | 6-я армия | 21-й танковый корпус |         |         |            |
| 01.06.1942 года | Юго-Западный фронт       | 6-я армия | 21-й танковый корпус |         |         |            |

## Командиры

### Командиры бригады
- Демидов Иван Демидович, полковник (22.05.1942 погиб в бою), 14.03.1942 - 22.05.1942 года.[1]

### Начальники штаба бригады
- Ивановский Евгений Филиппович, майор, на апрель 1942 года.[2]
- Фоминов Пётр Антонович, подполковник, 00.04.1942 - 22.05.1942 года.[3]

### Начальник политотдела, заместитель командира по политической части
- Спасов Пётр Сергеевич, батальонный комиссар,  27.02.1942 - 24.06.1942 года.